# Presidente Castelo Branco (Santa Catarina)
Pour les articles homonymes, voir Presidente Castelo Branco.
Presidente Castelo Branco est une ville brésilienne de l'ouest de l'État de Santa Catarina. Elle a été nommée en l'honneur de Humberto de Alencar Castelo Branco.

## Géographie
Presidente Castelo Branco se situe par une latitude de 27° 13′ 23″ sud et par une longitude de 51° 48′ 26″ ouest, à une altitude de 650 mètres.
Sa population était de 1 724 habitants au recensement de 2010. La municipalité s'étend sur 77 km2.
Elle fait partie de la microrégion de Concórdia, dans la mésorégion Ouest de Santa Catarina.

## Villes voisines
Presidente Castelo Branco est voisine des municipalités (municípios) suivantes :
- Concórdia
- Jaborá
- Ouro
- Ipira